# Bongor
Bongor (àrab: بونقور, Būnqūr) és una ciutat del Txad i capital de la regió de Mayo-Kebbi Est. Es troba en les ribes de l'est del riu Logone. Durant la temporada plujosa (de setembre a maig), el Logone és navegable entre Bongor i N'Djamena, la capital del país.
Bongor té una animada plaça de mercat central, un aeroport, una oficina de correus, un hospital i les oficines administratives de la Prefectura de Mayo-Kebbi. També hi ha un hotel en la riba del riu. El cotó i l'arròs són els principals cultius comercials de la regió. El dia principal del mercat és el dilluns i ve gent de tota la regió per al mercat setmanal.
Bongor va ser part del Camerun alemany fins al Tractat germànic-francès de 1911. En 1904, l'oficial colonial alemany Herbert Kund va fundar una estació militar a prop de Bongor, la qual cosa va constituir el començament de la història moderna de la ciutat. El principal grup tribal indígena és el poble Masa. La ciutat ha estat un important centre d'educació secundària des de l'època colonial. A la ciutat es troba el Liceu Jacques Modeina, al qual van assistir molts dels futurs dirigents de les nacions que es van independitzar després de la dissolució de la colònia de l'Àfrica Equatorial Francesa.

## Demografia
|      | Població |
| ---- | -------- |
| 1993 | 20 488   |
| 2009 | 44 578   |

## Clima
El mes més calorós és, de mitjana, l'abril mentre que el mes més fred és el gener. La precipitació mitjana anual és de 647.7 mm, sent el mes més plujós l'agost (amb 256.5 mm) i el menys, el gener (amb 0 mm). Bongor té una mitjana de 41 dies de pluja, 13.3 dies dels quals succeeixen en el mes d'agost. Segons la classificació climàtica de Köppen, el clima de Bongor correspondria al clima d'estepa, concretament el subtipus "Bsh" (clima semidesert càlid).
| Paràmetres climàtics mitjans de Bongor | Paràmetres climàtics mitjans de Bongor | Paràmetres climàtics mitjans de Bongor | Paràmetres climàtics mitjans de Bongor | Paràmetres climàtics mitjans de Bongor | Paràmetres climàtics mitjans de Bongor | Paràmetres climàtics mitjans de Bongor | Paràmetres climàtics mitjans de Bongor | Paràmetres climàtics mitjans de Bongor | Paràmetres climàtics mitjans de Bongor | Paràmetres climàtics mitjans de Bongor | Paràmetres climàtics mitjans de Bongor | Paràmetres climàtics mitjans de Bongor | Paràmetres climàtics mitjans de Bongor |
| Mes                                    | Gen.                                   | Feb.                                   | Mar.                                   | Abr.                                   | Mai.                                   | Jun.                                   | Jul.                                   | Ago.                                   | Set.                                   | Oct.                                   | Nov.                                   | Des.                                   | Anual                                  |
| -------------------------------------- | -------------------------------------- | -------------------------------------- | -------------------------------------- | -------------------------------------- | -------------------------------------- | -------------------------------------- | -------------------------------------- | -------------------------------------- | -------------------------------------- | -------------------------------------- | -------------------------------------- | -------------------------------------- | -------------------------------------- |
| Temperatura diària màxima °C (°F)      | 33 (91,4)                              | 35 (95)                                | 39 (102,2)                             | 41 (105,8)                             | 40 (104)                               | 37 (98,6)                              | 33 (91,4)                              | 31 (87,8)                              | 33 (91,4)                              | 36 (96,8)                              | 36 (96,8)                              | 34 (93,2)                              | 36 (96,8)                              |
| Temperatura diària mínima °C (°F)      | 13 (55,4)                              | 15 (59)                                | 19 (66,2)                              | 23 (73,4)                              | 25 (77)                                | 23 (73,4)                              | 22 (71,6)                              | 22 (71,6)                              | 22 (71,6)                              | 21 (69,8)                              | 17 (62,6)                              | 15 (59)                                | 20 (68)                                |
| Font: Weatherbase 2020                 |                                        |                                        |                                        |                                        |                                        |                                        |                                        |                                        |                                        |                                        |                                        |                                        |                                        |